# Жёлчный пузырь

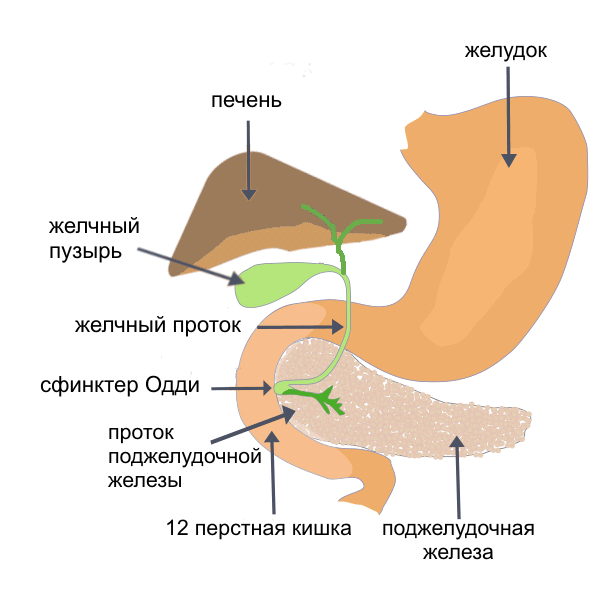

Желчный пузырь (6. общий желчный проток (Common bile duct)

Жёлчный пузы́рь (лат. vesica fellea, син. biliaris) является резервуаром для накопления жёлчи, расположен на висцеральной поверхности печени в одноимённой ямке. Состоит из дна, тела и шейки переходящей в пузырный проток. Стенка жёлчного пузыря — трёхслойная: слой из соединительной ткани, мышечный и слизистый слои. Поверхность имеет мелкие, хаотичные складки, а в шейке и пузырном протоке — спиральную складку.
У человека находится в правой продольной борозде, на нижней поверхности печени, имеет форму овального мешка, величиной с небольшое куриное яйцо и наполнен тягучей, зеленоватого цвета жидкостью — жёлчью. От узкой части (шейки) пузыря идёт короткий выводной пузырный жёлчный проток. В месте перехода шейки пузыря в пузырный жёлчный проток располагается сфинктер Люткенса, регулирующий поступление жёлчи из жёлчного пузыря в пузырный жёлчный проток и обратно. Пузырный жёлчный проток в воротах печени соединяется с печёночным протоком. Через слияние этих двух протоков образуется общий жёлчный проток, объединяющийся затем с главным протоком поджелудочной железы и, через сфинктер Одди, открывающийся в двенадцатиперстную кишку в фатеровом сосочке.

## Анатомия
Жёлчный пузырь представляет собой мышечно-перепончатый мешок грушевидной формы, расположенный в ямке на нижней поверхности печени; он имеет удлинённую форму с одним широким, другим узким концом, причём ширина пузыря от дна к шейке уменьшается постепенно. Шейка жёлчного пузыря переходит в пузырный проток, который соединяется с общим печёночным протоком. Дно жёлчного пузыря соприкасается с париетальной брюшиной, а тело — с нижней частью желудка, двенадцатиперстной и поперечной ободочной кишок.
Длина жёлчного пузыря составляет 8-10 см, ширина — 3-5 см, ёмкость его достигает 50-60 см³. Он имеет тёмно-зелёную окраску и относительно тонкую стенку. В жёлчном пузыре различают дно (лат. fundus vesicae fellae), самую дистальную и широкую часть, тело (лат. corpus vesicae fellae) — среднюю часть, и шейку (лат. collum vesicae fellae) — периферическую узкую часть, от которой отходит пузырный жёлчный проток (лат. ductus cysticus), сообщающий пузырь с общим жёлчным протоком (лат. ductus choledochus).

## Физиология
После еды жёлчный пузырь сокращается, и жёлчь выводится по жёлчным протокам, а оттуда в двенадцатиперстную кишку. Роль жёлчи расщеплять жиры, кофеин и хлорофилл. Кроме того, будучи щелочной жидкостью, она помогает нейтрализовать повышенную кислотность желудочного сока, прежде чем он попадет в кишечник.

## Основные заболевания
- Хронический холецистит — распространённое заболевание, чаще встречающееся у женщин. Может возникнуть после острого холецистита, но чаще развивается самостоятельно и постепенно, особенно на фоне жёлчнокаменной болезни, гастрита с секреторной недостаточностью, хронического панкреатита и других заболеваний органов пищеварения, а также ожирения[5].
- Жёлчнокаменная болезнь (холелитиаз, ЖКБ) — обменное заболевание гепатобилиарной системы, характеризующееся образованием камней в печёночных жёлчных протоках (внутрипечёночный холелитиаз), в общем жёлчном протоке (холедохолитиаз) или в жёлчном пузыре (холецистолитиаз)[6]. Наиболее обоснованные теории образования жёлчных камней:

1. инфекционные — воспалительные изменения в стенке жёлчного пузыря;
2. застоя жёлчи;
3. нарушения липидного обмена.

- Хронический панкреатит — это воспалительный процесс в поджелудочной железе, продолжительностью более 6 месяцев, характеризующийся: наличием в поджелудочной железе очаговых некрозов на фоне сегментарного фиброза с развитием внутрисекреторной и внешнесекреторной недостаточности[7].
- Полип желчного пузыря — аномальное разрастание тканей жёлчного пузыря, иногда опухоль внутренней или внешней поверхности. Часто имеет паразитарную природу, в протоках жёлчных путей селятся, например, описторхи и на УЗИ червивая опухоль видна как полип.

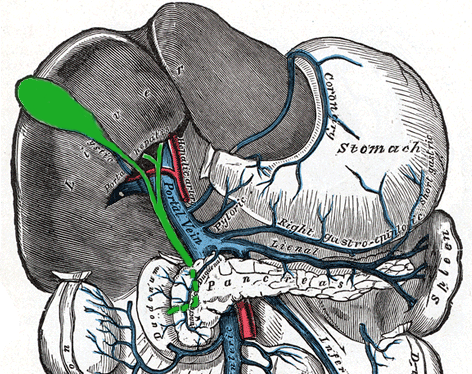
Система жёлчных путей с внешней стороны печени (выделена зелёным)